# Alometano
Un alometano è un derivato del metano in cui uno o più atomi di idrogeno di CH4 sono rimpiazzati con altrettanti atomi di alogeno (F, Cl, Br, I). Gli alometani vengono prodotti dall'uomo per usi come refrigeranti, propellenti o solventi. Molti di essi hanno attirato l'attenzione in quanto responsabili del buco nell'ozono a causa dell'alta reattività che presentano se esposti ai raggi ultravioletti delle alte quote.

## Struttura e proprietà
Come il metano, gli alometani hanno una struttura tetraedrica, che però non è perfetta a causa del peso molto maggiore degli atomi alogeni rispetto a quelli di idrogeno. Sono anche molto meno infiammabili.

## Produzione

### Metodi industriali
Solitamente gli alometani sono preparati in tre modi:
- Clorinazione del metano ad opera di radicali liberi:

CH4 + Cl2 → CH3Cl + HCl
Questo metodo è utile per la produzione di CH4-xClx (x = 1, 2, 3, or 4). Il problema è che la reazione produce anche dell'HCl che può compromettere la purezza del composto ottenuto.
- Alogenazione del metanolo al fine di creare monocloruri, bromuri o ioduri:

CH3OH + HCl → CH3Cl + H2O
4 CH3OH + 3 Br2 + S → 4 CH3Br + H2SO4 + 2 HBr
3 CH3OH + 3 I2 + P → 3 CH3I + HPO(OH)2 + 3 HI
- Scambio tra alogeni. Questo metodo è usato per ottenere composti fluorurati dai cloruri:

HCCl3 + 2 HF → HCF2Cl + 2 HCl